# Teotlalpan

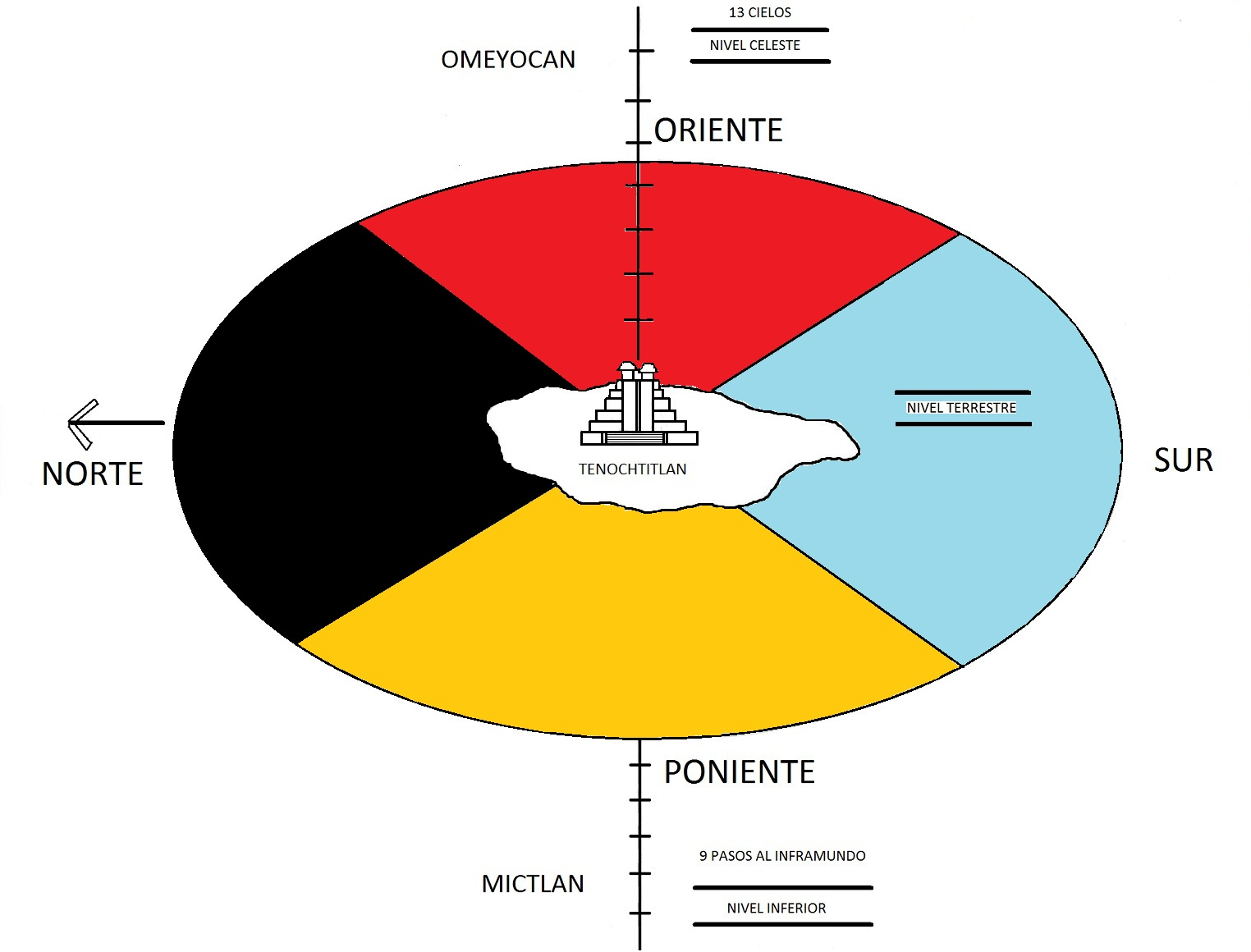
A distribuição do mundo em cinco regiões, de acordo com as idéias dos nahuatlacas, o que concebeu o Templo Mayor como Axis Mundi.

Teotlalpan, palavra de origem nahua, foi uma região antiga ao norte da cidade de México-Tenochtitlan. No seu significado mais simples é traduzida para "na planície, na estepe". É composta de Teotlalli, "simple, estepe"; e o sufixo locativo -pan (em, sobre, acima).
Esta palavra também é traduzido por suas raízes mais simples: Teo(tl) "Deus, deuses, divina" e Tlalli "terra". O que nos dá o sentido metafórico (e, portanto, aparece em documentos) como "Na terra dos deuses".
Estes dois significados  simplesmente revelam a visão de mundo e concepção geográfica de um dos pontos cardeais norte. No pensamento do norte indígena está relacionada à morte e aridez, local de origem, onde, por isso, ser a divina (teotl); igualmente na nahuas pensou que o norte geográfico (Tlalli, a terra) era uma vasta planície árida que se estendia indefinidamente.
O uso desta palavra remete à época pré-hispânica, portanto, restrita a apenas dois aspectos, seja relacionada à cosmogonia ou geografia.

## Geografia

Antiga região da Teotlalpan

O território era conhecido pelos nahuas chichimecas como terra estranha, perigosa, de planaltos áridos e desertos. Ele foi administrado pelo Reino de Acolhuacan. Os campos são irrigados ao longo do rio Tula, as margens dos rios foram utilizadas para irrigação e criação. A região é caracterizada por vales de rios verdes e colinas muito secas.
Nunca foi uma região muito bem definida, estava dentro das províncias de Hueypoxtla, Axacopan, e uma parte de Xilotepec. As suas localidades eram conhecidas como altepeme, algumas localidades regitradas são: Huehuetoca, Coyotepec, Zitlaltepec, Itzcuincuitlapillan, Hueypoxtla, Tzompanco, Xaltocan, Xilotzinco, Tequixquiac, Tetlapanaloya, Apazco, Ajoloapan, Zacacalco, Tetzontlalpan, Tolcayohcan, Tizayohcan, Tetzontepec, Cempoalan, Pachuca, Coscotitlan, Nopalapa, Nopancalco e Epazoyuhcan. Expandindo a terra por um vale árido, agora conhecido como Vale de Mezquital, nas povoações de Tepexi, Chantepec, Atotonilco, Tlachcoapan, Atitalaquia, Tetepanco, Tolnacuxtla, Tecama, Chilcuautla, Tepatepec, Mizquiahuala, Ixmiquilpan, Zimapan, Nopala, Tecozautla, Actopan e Chapantongo, correndo toda a região da mítica cidade de Tula.

## Termos ambíguos
Há duas explicações sobre a forma de expressar "vale" e "norte" em náhuatl. A primeira é rever como teotlalli também aparece com esse significado e algumas pessoas enfatizam assim, ainda errado.
O conceito de "vale" é expressa por três palavras.
- Ixtlahuatl.[11] Refere-se a abrir, vales férteis, onde são dadas as melhores condições para a vida humana.
- Tepetzallan.[12] Ela normalmente se refere a pequenos vales entre montanhas que limitam a expansão urbana.
- Teotlalli.[13] Como vimos, o termo refere-se a uma vasta região (concebido como plana, portanto, ele é usado como sinônimo de vale), onde as condições de vida não são favoráveis e apenas sobreviver formas rústicas e selvagens.

Por isso, é preferível (e, portanto, é usado por grupos étnicos atuais) usar a palavra ixtlahuatl para vale em geral e reserva Teotlalli para simples.
Além Teotlalpan para norte, também foram usados os termos Mictlampa, Hueitlalpan, Chichimecapan e Tlacochcalco.

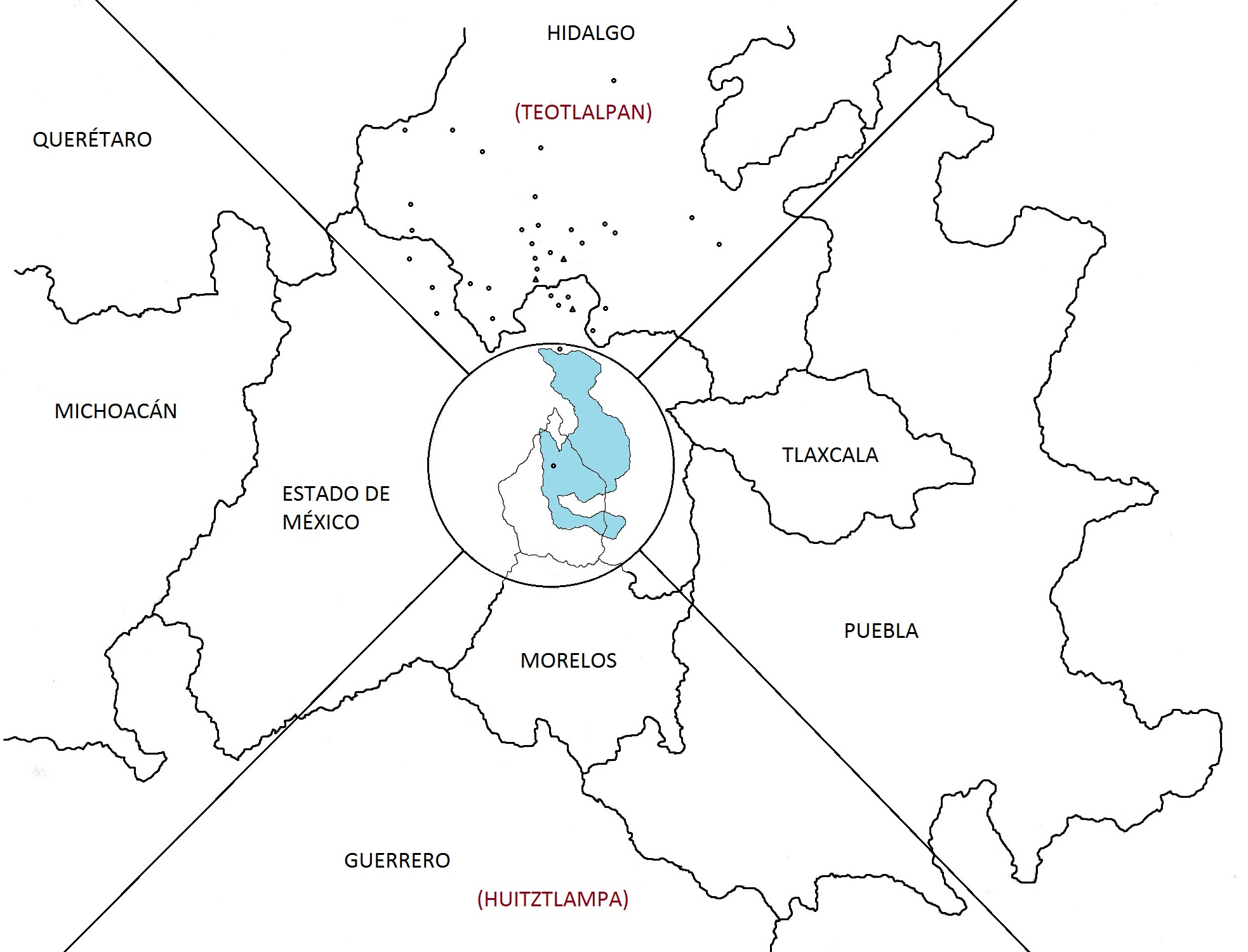
Derivada da imagem acima e aplicada à geografia real como pode ser visto a partir da cidade de Tenochtitlan um círculo perfeito, sendo claramente demarcada populações do norte do "Teotlalpan" é formada

 Seu conceito de um mundo "quadrado" energia solar derivada movimento circular cujo centro era o Vale do México (ver mapa à esquerda). Este acabou região norte frio, porque em latitudes mesoamericanas o sol, gerador de calor, passa a maior parte do tempo no sul. Esta frieza associado com a morte é o que transforma o norte na "Região dos Mortos" (Mictlan, de micqui que está morto e -tlan terminação).
No momento da Mexica pico norte árido do grandes Lagos era habitada por vários grupos étnicos (Otomis, guachichiles, pames) que receberam o termo genérico "Chichimecas" também enfatizou, por vezes, como "Teochichimecas", com a consequência de que norte igualmente nomear Chichimecapan, "na terra dos chichimecas."

## Usos subsequentes

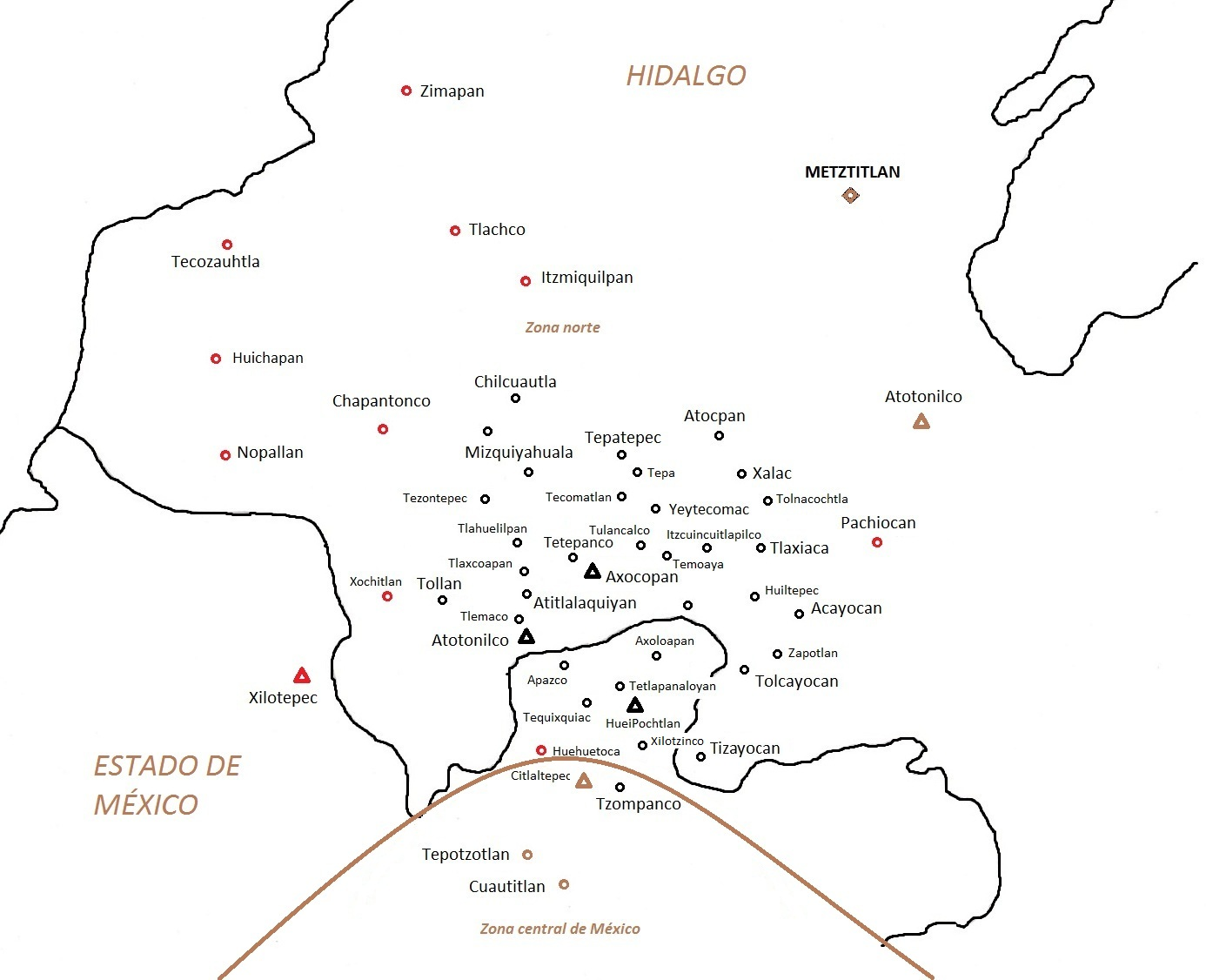
Principais cidades do norte do Vale do México em tempos antigos. Triângulos cabeçalho províncias tributárias, com círculos dependentes são representados; Metztitlan (com diamante) era um domínio independente do Excan Tlahtoloyan.

Quando as autoridades vice-reais dentro de sua mudança e escolha variada de território mexicano (Encomienda, Morgado, Prefeitura Maior, Corregimento, capitania. Etc.) são comissionados pela coroa espanhola para desenvolver uma descrição do território, em primeiro lugar a partir da ordem clerical com o Arcebispo Montúfar em 1570 que compila de seus irmãos o “Descripción del Arzobispado de México”, então sob o decreto do rei Filipe II para desenvolver as "Relações geográficas", de 1580 (muitos escritos em 1582 e alguns até 1583), em ambos os documentos recorreu para criar a noção de "comarcas" (termo de uso não claro durante o século XVI) para designar pequenas jurisdições que apresentaram alguma relação (sem suporte histórico, em vez foi um critério de vizinhança ou de proximidade). Assim, na ausência de um termo melhor, usado pela lógica simples para demarcar Teotlalpan indígena norte do Vale do México, que mostrou mais populações de isolamento e um ambiente mais seco.
Após estas duas obras eram poucos autores e palavra integralmente reutilizados caiu em desuso antes de meados do século XVII. No início do século XX Francisco del Paso y Troncoso para republicar as "Relações geográficas" escreve em seu ponto de vista pessoal (e, na verdade, sem qualquer análise) que Teotlalpan existia como uma província bem constituída. Esta abordagem é retomada em 1949 por Sherburne F. Cook, que, sem ser totalmente precisos considera que o Vale do Mezquital é o velho Teotlalpan.
Que perdura e novamente ambiguidade nos nossos dias, por exemplo, Vladimira Palma (2010) insiste em usar o termo sem aprofundar a sua fundação e desenvolvimento, sendo, na verdade, somente uma estrutura geográfica para descrever o desenvolvimento arqueológico na área de culturas de Teotihuacan, tolteca e Xajay sem relação com o termo Teotlalpan; principalmente porque os restos parecem ter relações culturais com o Otomi, a população dominante na região desde tempos imemoriais.
Então, falar de uma "Província Teotlalpan" nos tempos antigos ou modernos, é uma ficção. As províncias de impostos reais formados durante a expansão astecas no norte foram HueyPochtlan, Axocoapan, Xilotepec, Atotonilco. Estas províncias durante o período colonial formaram o que é conhecido até agora pelo nome de Valle del Mezquital.

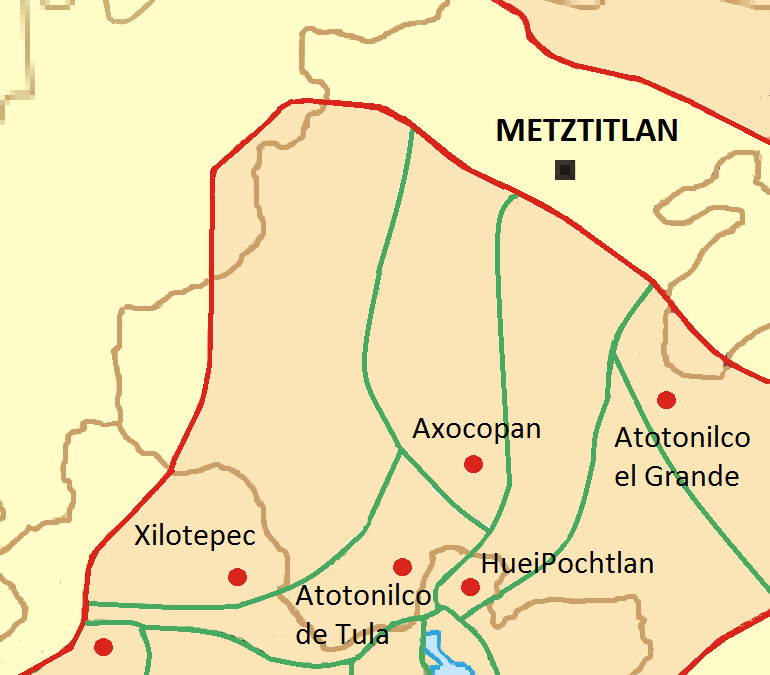
Las provincias existentes a la llegada de los españoles en Hidalgo y al Norte del Estado de México. Formación que se diluyó en las primeras tres décadas después de la Conquista y dio paso a las divisiones coloniales

 Nenhum documento indiano para desenhar a demarcação de uma região ou província chamada Teotlalpan, assim como não há registro de levantes armados dos povos norte dos lagos centrais, a sua população, quer por acordo comercial ou submissão rápida, produziu enormes quantidades de têxteis cal e fibras desde os tempos de Teotihuacan. Os registros mostram realmente que os mexicanos tinham pouco interesse na área, em tempos de poder tepaneca quando ele governou Chimalpopoca Tequixquiac (1413) e seus arredores conquistado mais tarde e na expansão da Tenochca poder, Moteuczoma Ilhuicamina submetido Axocoppan, Atotonilco, Xilotepec, no entanto consolidação das províncias do norte que é dada apenas a 1488 pela necessidade de um maior fornecimento de materiais para a grande metrópole de Tenochtitlan.
Deve ser entendido que o norte não era importante para a prioridade ou estado asteca, portanto, a consolidação final; também nenhuma ameaça porque as pessoas da região não formam uma unidade ou faziam parte de uma espécie de confederação, outro fator importante é que as pessoas tinham conseguido manter a sua independência através de acordos comerciais, sendo ambos aliados do poder central.

## Bibliográficas
- Braniff Cornejo, Beatriz. "La Gran Chichimeca". En Arqueología mexicana núm. 51 El norte de México, Editorial Raíces. 2001.
- Cook, Sherburne. The historical demography and ecology of the Teotlalpan. Berkeley, University of California. 1949.
- Carrasco, Pedro. Estructura político-territorial del Imperio tenochca. La Triple Alianza de Tenochtitlan, Tetzcoco y Tlacopan. El Colegio de México-FCE. México, 1996. ISBN 968-16-4745-9
- Descripción del Arzobispado de México hecha en 1570 y otros documentos. Notas y comentarios de Luis García Pimentel. Imprenta de J. J. Terrazas e hijas imps. México, 1897.
- González Torres, Yolotl. Diccionario de mitología mesoamericana. Ed. Larousse. México, 1992.
- Historia de los mexicanos por sus pinturas; en Ángel María Garibay, Teogonía e historia de los mexicanos, Ed. Porrúa, 1979.
- Jaimes Acuña, Hildebrando. “El imaginario jurídico en los litigios por tierras durante el Siglo XVIII: Los naturales de San Francisco Tlahuelilpan contra los Condes de la Cortina, 1713-1785”, en Estudios de Cultura Otopame, Vol. 9, UNAM-IIA, México, 2014. pp. 85–106
- Lastra de Suárez, Yolanda. Los otomíes: su lengua y su historia. UNAM 2006.
- López Aguilar, Fernando (janeiro–agosto de 1997). «Las distinciones y las diferencias en la historia colonial del Valle del Mezquital» (PDF). Dimensión Antropológica. 9–10: 27-70
- López Aguilar, Fernando y Sabrina Farías Pelayo. “La cultura xajay: la historia de su descubrimiento,”  en Temas de la antropología mexicana, vol. II, coordinadores José Luis Vera Cortés, Fernando López Aguilar, Marina Anguiano Fernández, Xabier Lizárraga Cruchaga. Academia mexicana de ciencias antropológicas A.C. México, 2014. pp. 351–376
- López Aguilar, Fernando y Guillermo Bali Chavéz. "La distribución de los asentamientos del Valle del Mezquital como un modelo de desarrollo social", en Estudios de Cultura Otopame, UNAM-IIA, México 2002. pp. 17–36
- López Austin. “El cosmos según los mexicas.” En Manzanilla, Linda y Leonardo López Luján (Coordinadores) Atlas Histórico de Mesoamérica Ed. Larousse, México. 1993. pp. 168–171
- López Austin, Alfredo y Leonardo López Luján. El pasado indígena. Colegio de México-FCE. 1999. ISBN 968-16-4890-0
- Mendizábal, Miguel Othón de (1941). «La evolución agropecuaria en el Valle del Mezquital: contribución al estudio de la historia económica y social del México colonial». Facultad de Economía, UNAM. Investigación Económica. 1 (2): 149-190. JSTOR 42775975
- Molina, Alonso de. Vocabulario en lengua mexicana y castellana y castellana y mexicana. Editorial Porrúa, México, 2004.
- Palma Linares, Vladimira,Miguel Guevara Chumacero,Patricia Castillo Peña. "Arqueología de género en el sur de la Teotlalpan: el caso de comunidades tributarias a la Triple Alianza. Boletín de Antropología Americana, número=43 enero-diciembre de 2007. 163-190 Pan American Institute of Geography and History, ISSN0252-841X
- Palma Linares, Vladimira. Huipochtla, Tequixquiac, Xilotzingo y Tetlapanaloya cuatro altepeme de la Teotlalpan bajo el dominio Tenochca, Expresión Antropológica, México DF, 2008. ISSN 1405-745X.
- Palma Linares, Vladimira. La Teotlalpan, tierra de los dioses: la etnicidad entre los otomíes. Primer Círculo, 2010. ISBN 978-6079-1480-10
- Paso y Troncoso, Francisco del. Papeles de Nueva España. 2.a Serie. 7 vols. Madrid, España, 1905-1906.
- Siméon, Rémi (1988) Diccionario de la lengua náhuatl o mexicana Ed. Siglo XXI.
- Solar Valverde, Laura. Dinámica Cultural del Valle del Mezquital durante el Epiclásico. Publicado en el portal de FAMSI, 2003.
- Soustelle, Jacques. El universo de los aztecas. FCE, México 1983.
- Wright Carr, David Charles, El papel de los otomíes es las culturas del Altiplano Central, 5000 a.C. 1650 d.C. , en Relaciones vol. 73, 1997.